# José Vázquez (grabador)

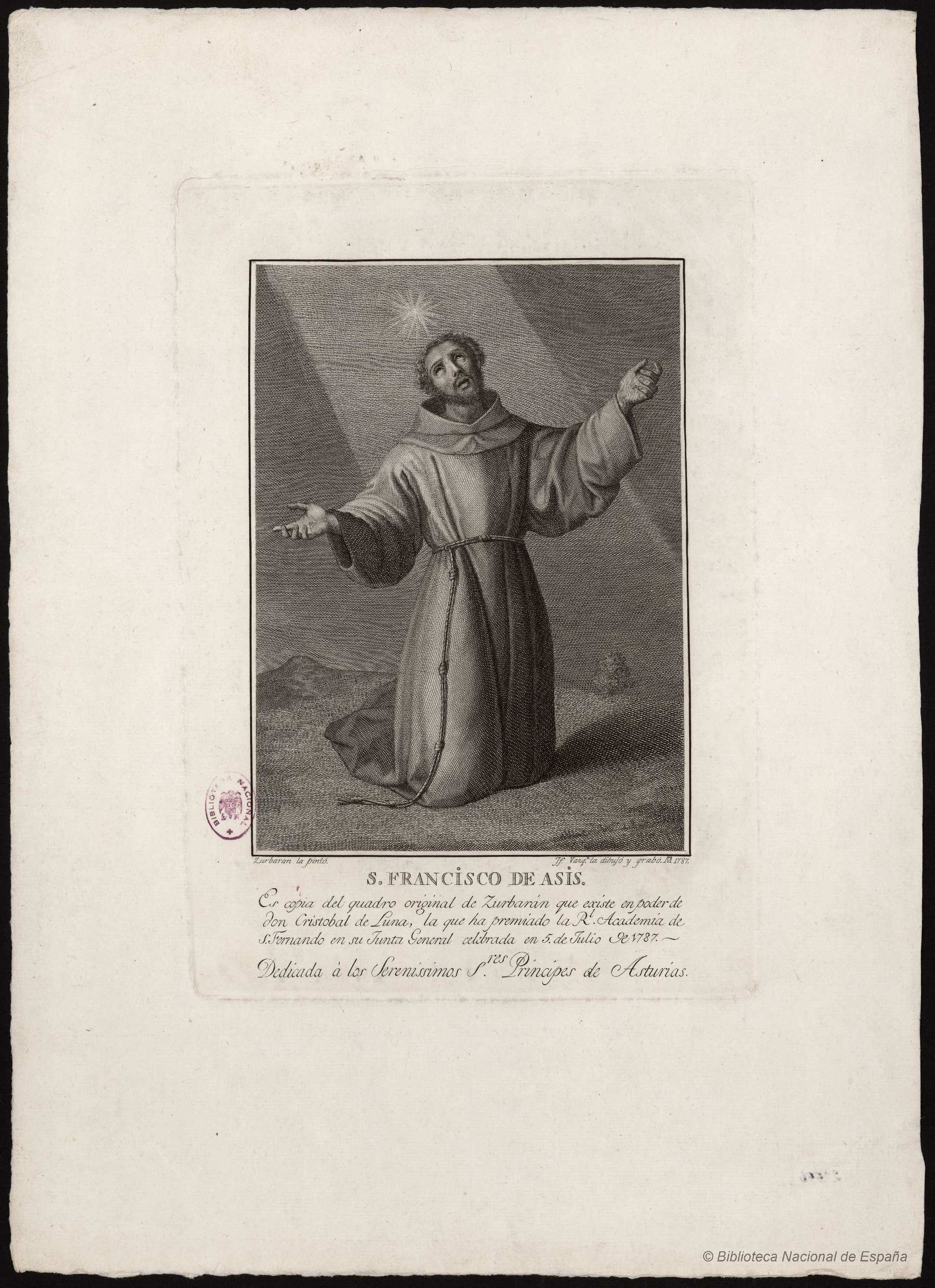
San Francisco de Asís, grabado calcográfico, inscripción: «Es copia del quadro original de Zurbarán que existe en poder de don Cristóbal de Luna, la que ha premiado la Rl Academia de S. Fernando en su Junta General celebrada en 5 de junio de 1787», Madrid, Biblioteca Nacional de España.

José Vázquez (Córdoba, 1768-Madrid, 1804) fue un grabador ilustrado español.

## Biografía y obra
Hijo de Bartolomé Vázquez, de quien aprendió la técnica del grabado a puntos, estudió en la Real Academia de Bellas Artes de San Fernando que en 1787 premió su San Francisco de Asís y en 1799 lo nombró académico de mérito. Junto con su padre trabajó para las más importantes colecciones de grabados emprendidas por la Real Calcografía a impulsos del pensamiento ilustrado.
Para la serie de Retratos de españoles ilustres grabó empleando en algunas zonas la técnica del grabado a puntos los retratos de Alonso Cano (1796) y de Jorge Juan (1797). Para el de Benito Feijoo (1798), también suyo, se sirvió sin embargo de la técnica tradicional del grabado a buril y aguafuerte. Ejecutados los tres por dibujos de José Maea, consta el pago de tres mil reales a Vázquez por los retratos de Cano y Feijoo, frente a los cuatrocientos cuarenta que cobró el autor de los dibujos.
Por encargo de la Compañía para el grabado de los cuadros de los Reales Palacios grabó con la técnica del grabado de puntos en 1792 la reproducción, por dibujo propio, del Santiago el Mayor, cuadro de José de Ribera conservado actualmente en Apsley House, Londres, y el retrato de María Tudor, reina de Inglaterra, segunda mujer de Felipe II, por dibujo de Agustín Esteve, reproducción del cuadro de Antonio Moro que se conserva en el Museo del Prado. A buril y aguafuerte grabó en 1798, partiendo de un dibujo de Leon Bueno, la Santa Águeda de Andrea Vaccaro que se guardaba como los anteriores en el Palacio Real de Madrid y actualmente en el Museo del Prado.
Un carácter más popular tuvo su colaboración en la Colección General de los Trages que en la actualidad se usan en España: principiado en el año de 1801, colección de ciento doce estampas reunidas en catorce cuadernos, que se hallará en Madrid en casa de Vázquez, grabador de láminas que vive puerta del Sol, acera de la Soledad, número 4, cuarto tercero, colección en la que contribuyó con veinticuatro estampas.
Proporcionó también algunas de las ilustraciones del Quijote editado por la Imprenta Real en 1798 y grabó estampas sueltas de devoción y retratos, como el de Francisco Bayeu pintado por Goya y dibujado por Asensio Juliá.